# 5076 Lebedev-Kumach
5076 Lebedev-Kumach eller 1973 SG4 är en asteroid i huvudbältet som upptäcktes den 26 september 1973 av den ryska astronomen Ljudmila Tjernych vid Krims astrofysiska observatorium på Krim. Den har fått sitt namn efter poeten och sångtextförfattaren Vasilij Lebedev-Kumatj (1898–1949).
Asteroiden har en diameter på ungefär fyra kilometer.